# Großer Malchsee

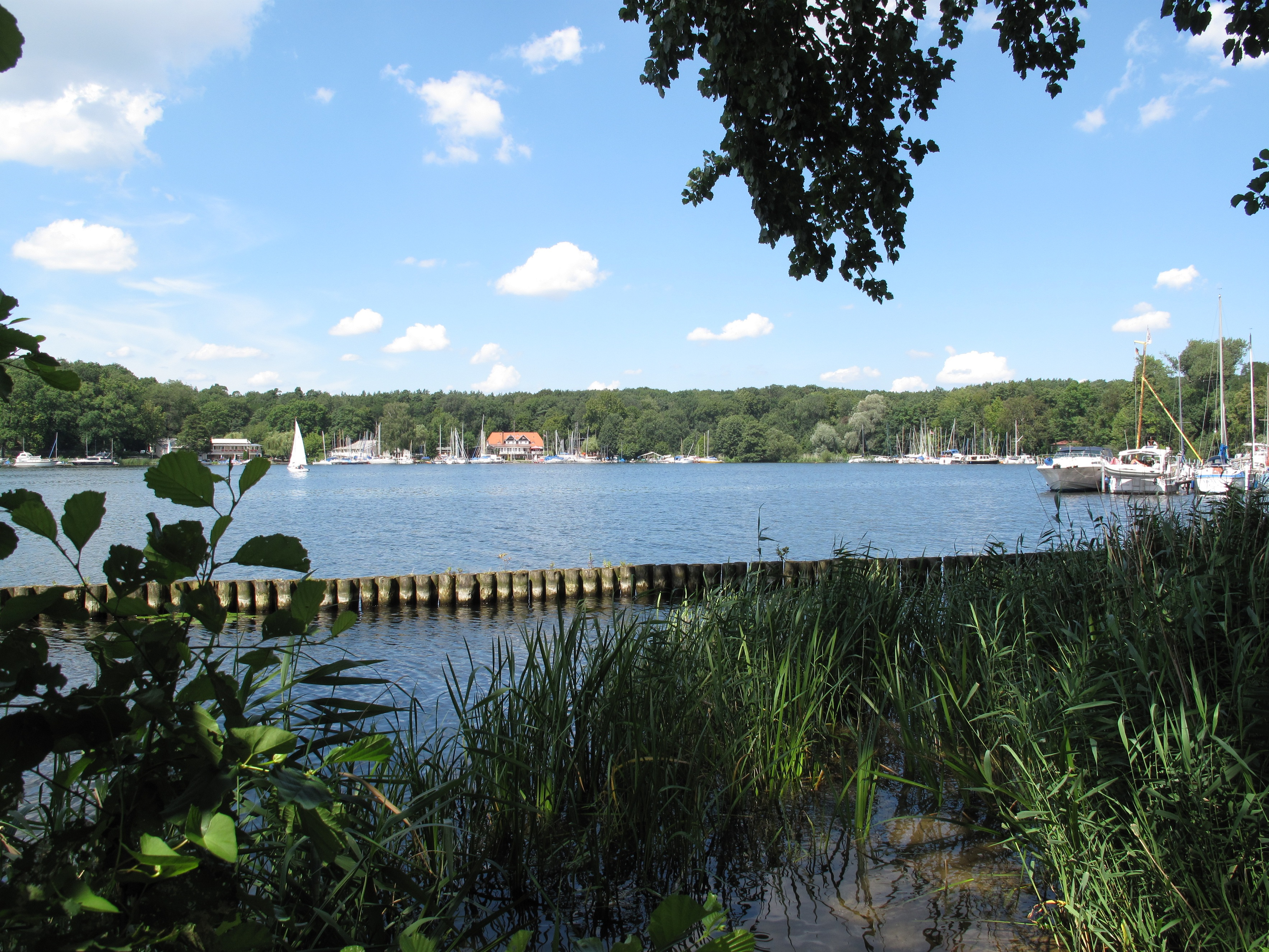
Blick über die Bucht. Am gegenüberliegenden Ufer das Vereinsgebäude des Tegeler Segel Clubs (TSC)

Der Große Malchsee (ⓘ), oft auch als Große Malche bezeichnet, ist die nördlichste Bucht des Tegeler Sees. Er liegt im Berliner Ortsteil Tegel des Bezirks Reinickendorf. Den Zusatz Groß trägt die Malche zur Unterscheidung von der Kleinen Malche, der südlichsten Bucht des Sees. Die Ufer der Bucht sind fast durchgängig mit Bootsstegen verschiedener Wassersportvereine belegt.

## Lage, Wege und Umgebung

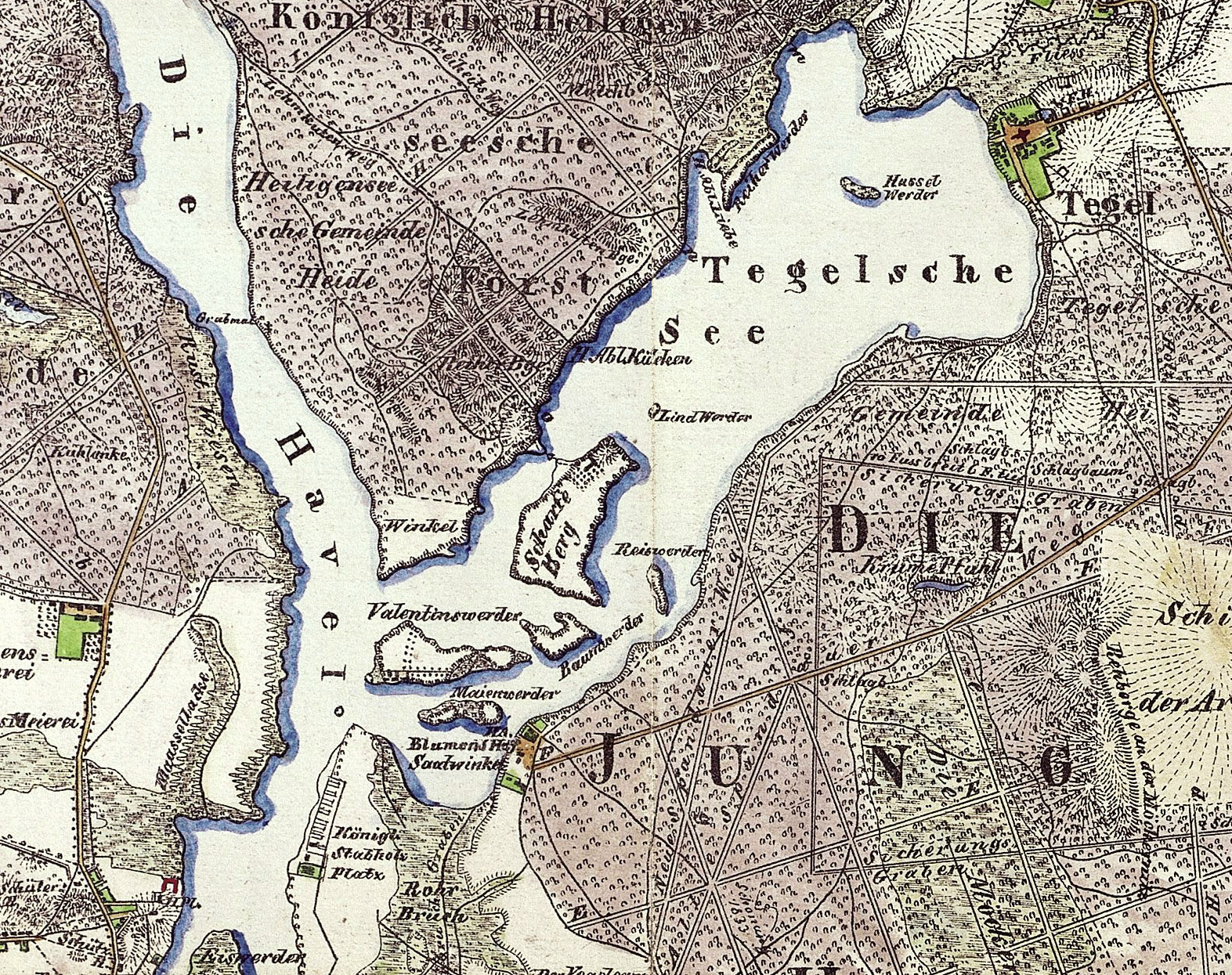
Karte des Tegeler Sees von 1842, mit der Großen Malche unmittelbar nördlich der Halbinsel Reiherwerder

Der Große Malchsee hat in Nord-Süd-Richtung eine Ausdehnung von rund 530 Metern, in Ost-West-Richtung von rund 790 Metern. Die Flächenausdehnung beträgt 156.837 m². Er liegt zwischen dem Tegeler Forst, der bis an das Westufer heranreicht, und dem Zentrum Tegels. Seine südöstliche Begrenzung bildet der Seglerkopf, eine Landzunge westlich der Tegeler Hafenbrücke, die südwestliche Begrenzung die Halbinsel Reiherwerder. Im See vorgelagert befindet sich die Insel Hasselwerder. Am Ost- und Nordufer führt eine Fußgängerpromenade – im oberen Teil „An der Malche“ benannt – entlang, die die Greenwichpromenade des Hauptsees fortsetzt. Die Promenade kreuzt den Malchseegraben, einen heute kaum noch wasserführenden Zufluss des Tegeler Sees. Sie ist Teil des Wanderwegs 16 Humboldt-Spur der 20 grünen Hauptwege® Berlins, im östlichen Teil auch des Wanderwegs 3 Heiligenseer Weg. Das Westufer ist nur begrenzt öffentlich zugänglich. Der Südteil des Westufers gehört zum Gelände der Akademie Auswärtiger Dienst, das sich bis Reiherwerder mit der Villa Borsig fortsetzt.

## Freizeiteinrichtungen und Wassersport
Einen großen Teil des oberen Westufers nimmt der Freizeitpark an der Malche, Teil des Freizeitparks Tegel, ein. Zu der baumbestandenen Anlage gehören ein Verleih von Tret- und Ruderbooten, Spiel- und Tennisplätze, Federball- und Volleyballfelder sowie ein Gartenschachspielfeld. Für Kinder gibt es Flachwasserbecken. Ein Teil der Parkanlagen wird auch als Wasserspielplatz Tegel bezeichnet.
Wasserseitig wird rund drei Viertel des Ufers von Bootsstegen verschiedener Wassersportvereine eingenommen. Dazu zählt der Tegeler Segel Club (TSC) von 1901, dessen Gelände in der Mitte des Westufers liegt. Der älteste Segelclub im Berliner Norden führt jährlich zu Ostern die Regatta „Preis der Malche“ in den Bootsklassen 420er und Pirat durch. An der Wettfahrt 2011 nahm erstmals auch das Einsteigermodell für Kielboot-Yachten Varianta 18 teil.

## Skulptur und Stieleiche

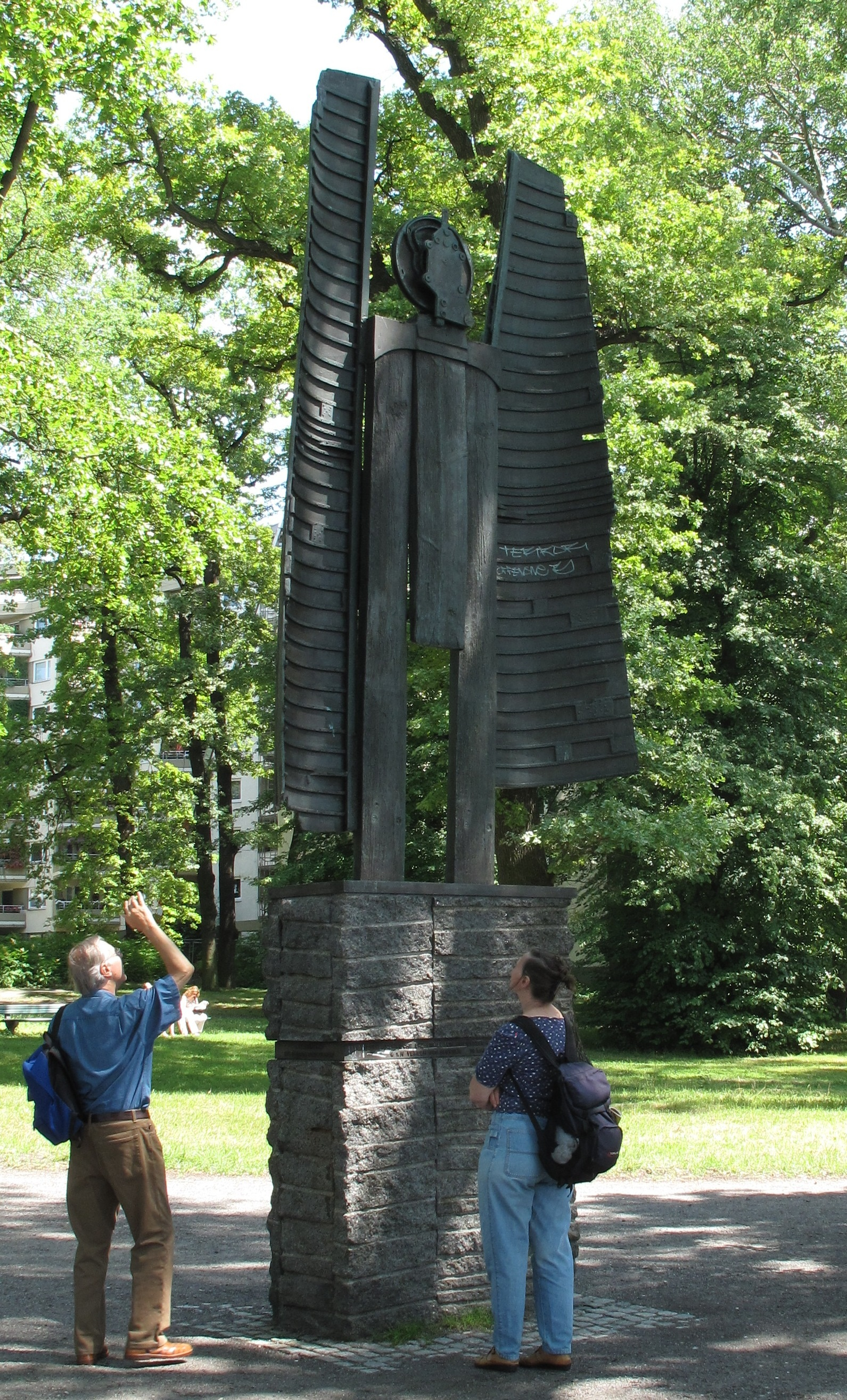
Hannah Höch Denkmal von Siegfried Kühl

Anziehungspunkte am Großen Malchsee sind neben der Landschaft und den Freizeiteinrichtungen eine Skulptur zu Ehren der Dadaistin Hannah Höch und eine von den Humboldt-Brüdern „Dicke Marie“ getaufte Stieleiche.

### Der archaische Erzengel von Heiligensee
Auf dem Seglerkopf, der südöstlichen Landzunge, steht die Skulptur „Der archaische Erzengel von Heiligensee“ des Künstlers Siegfried Kühl. Die Skulptur wurde am 1. November 1989 zum Gedenken an den 100. Geburtstag der Grafikerin und Collagekünstlerin Hannah Höch, die in Heiligensee lebte, eingeweiht.

„Kühl, der bekannt ist für seine originelle Nutzung und Verquickung von vergangenem Material, ‚Schrott‘ gewissermaßen, trifft sich mit der für ihre Collagen, Fotomontagen berühmten Künstlerin in Inhalt und Form: Aus realen Fundstücken wie Holzbohlen, Planken, einem Räderwerk aus Metall, einem ehemaligen Bootsrumpf formt er Körper, Kopf und Flügel zu einem archaischen Engel, der als ‚Botschafter Gottes‘ und für Freiheit stehen soll. Und dies zudem an dem denkbar besten Platz - auf der halbinselförmigen Ausbuchtung des Uferweges mit Blick hinaus über den Tegeler See.“

Kühl arbeitete sechs Jahre an dem Denkmal aus Bronze, Metall und Holz, das auf einem knapp zwei Meter hohen Granitsockel ruht.

### Der angeblich älteste Baum Berlins
Im Nordzipel der Großen Malche reicht der Schlosspark Tegel an die Bucht heran, in dem einige Meter landeinwärts die Dicke Marie steht. Noch ein Stück weiter parkeinwärts befindet sich die Grabstätte der Familie von Humboldt. Die Dicke Marie ist eine Stieleiche und der mit angeblich rund 900 Jahren älteste Baum Berlins (wahrscheinlicher ist ein Alter von 400 bis 500 Jahren). Den Namen erhielt der Baum von den Brüdern Alexander und Wilhelm von Humboldt. Der kompakte Wuchs und die tief ansetzende Beastung der Eiche lassen erkennen, dass der Baum einst einen freien Standort nahe dem Ufer eines kleineren Ausläufers der Großen Malche hatte, der heute durch den Fahr- und Wanderweg vom See getrennt ist. Der separierte Teil unterliegt heutzutage großen, witterungs- und saisonabhängigen Schwankungen des Wasserstandes und ist mit einem noch relativ jungen Bruchwald bestanden, in dem die Schwarzerle die dominante Baumart bildet. Ein großer Teil dieses Buchtausläufers ist bereits komplett verlandet und weist einen dichten Bewuchs mit standorttypischen Gehölzen der Hartholzaue wie Spitzahorn und Flatterulme auf.

## Die Seeschlacht in der Malche
Im Band 3 „Havelland“ der Wanderungen durch die Mark Brandenburg beschreibt Theodor Fontane unter der Kapitelüberschrift Die Seeschlacht in der Malche ein Scharmützel zwischen Spandauer und Berliner/Cöllner Bürgern, das, inszeniert von Kurfürst Joachim II. zu seinem Vergnügen, am 8. August 1567 stattfand. Die Malche lag laut Fontane in der Seenkette der Havel. Er bezeichnete sie als Becken, das „so ziemlich den ganzen Raum zwischen dem Eiswerder und der Zitadelle füllt“. Dieser Havelabschnitt zwischen der Insel Eiswerder und der Zitadelle Spandau wird, zumindest heute, als Krienicke bezeichnet.

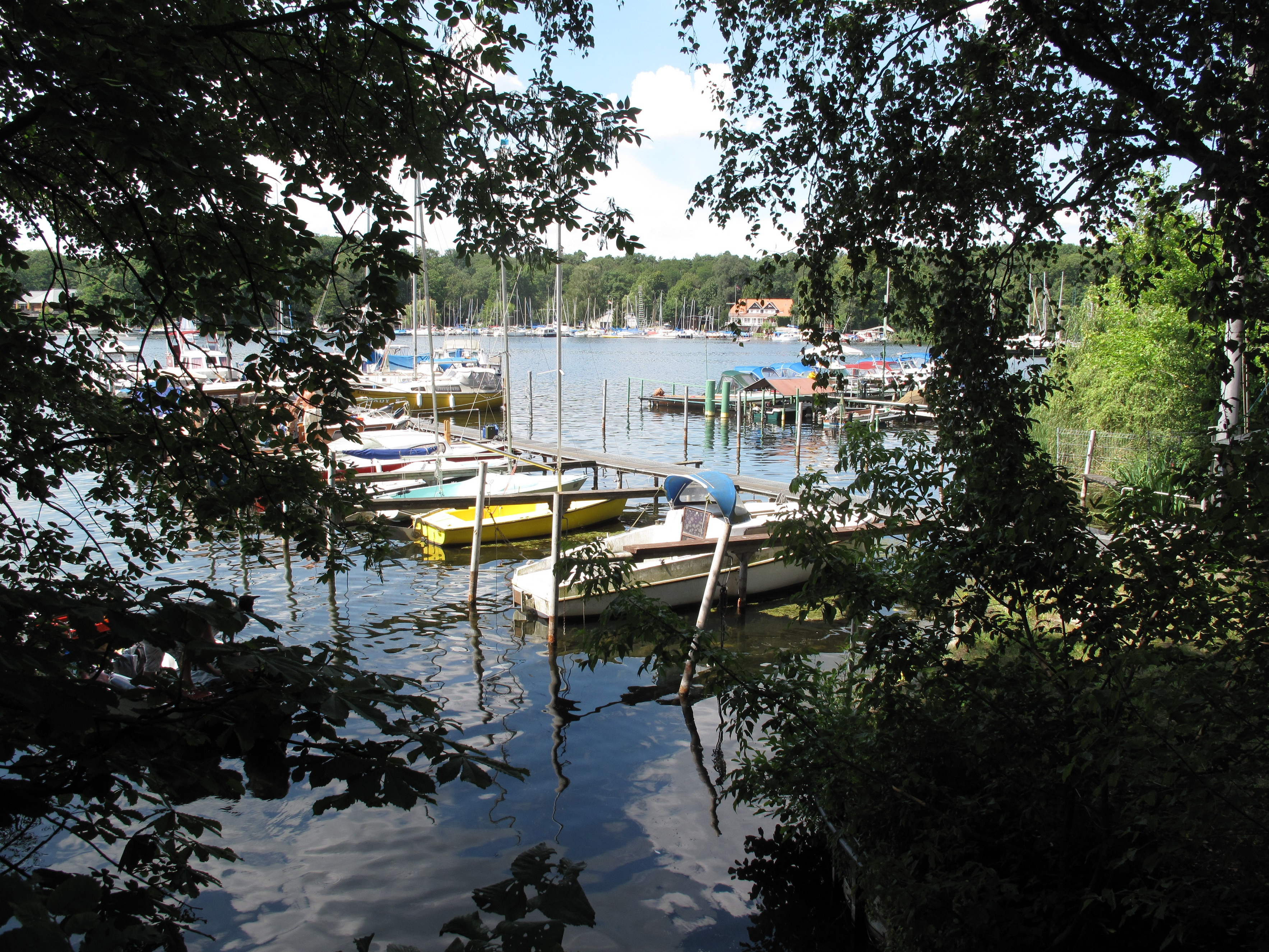
Bootsstege am Großen Malchsee

Fontane bezieht sich auf die Beschreibung des brandenburgischen Chronisten Nicolaus Leuthinger in dessen lange vermisstem Scriptorum de rebus Marchiae Brandenburgensis …, das 1729 von Johann Christoph Müller und Georg Gottfried Krause herausgegeben wurde. Fontane gibt Leuthingers Darstellung der Ereignisse in deutscher Übersetzung wieder. Laut Leuthinger war die „ganze Wasserfläche, welche den ‚Großen und Kleinen Malchesee‘ zwischen der Festung und dem Eiswerder bildet, mit Schiffen bedeckt“. Folgt man den heutigen geographischen Bezeichnungen, hätte sich das als Knüppelkrieg in die Spandauer Geschichte eingegangene Lustgefecht zwischen der nördlichsten und südlichsten Seebucht, also auf dem Tegeler See abgespielt. Liegen keine Übersetzungs- oder Zuordnungsfehler vor, ist allerdings sehr viel wahrscheinlicher, dass das Gefecht tatsächlich zwischen der Festung und dem Eiswerder, also in der heutigen Krienicke-Bucht auf der Havel stattfand. Das würde bedeuten, dass auch dieses Gewässer einst als Malchesee, gleichfalls geteilt in Großer und Kleiner Malchesee, bezeichnet wurde. Dafür spricht ferner die Beschreibung Leuthingers, nach der die Berliner/Cöllner Flotte (dreißig Schiffe) am Tegelschen See gelegen habe und dann, den Eiswerder rechts lassend, die Havel zur Kleinen Malche heruntergesteuert sei, während die Flotte der Spandauer bei der Festung links, vor dem Platze an der hiesigen Schleuse vor Anker lag. Ein weiteres Indiz für diese Örtlichkeit liegt darin, dass der Kurfürst und sein Hofstaat die Schlacht von der Festungsbastion aus beobachten konnten. Auch das anschließende Landscharmützel, das Joachim II. abbrach, bevor in der zunehmend aufgeheizten Stimmung Blut floss, erfolgte in Sichtweite der Zitadelle.